# Ust´-Kamienka (obwód nowosybirski)
Ust´-Kamienka (ros. Усть-Каменка) – wieś (sieło) w Rosji, w obwodzie nowosybirskim, w rejonie toguczyńskim. W 2021 liczyła 633 mieszkańców.